# Centetostoma scabriculum
Centetostoma scabriculum is een hooiwagen uit de familie aardhooiwagens (Nemastomatidae). De originele naamcombinatie (protoniem) was Nemastoma scabriculum Simon, 1879. Een volgende naamrecombinatie werd gepubliceerd als Centetostoma scabriculum (Simon, 1879) in Martens 2011.